# هاري تيرني
هاري تيرني (بالإنجليزية: Harry Tierney)‏ هو ملحن وكاتب سيناريو وعازف بيانو أمريكي، ولد في 21 مايو 1890 في بيرث أمبوي في الولايات المتحدة، وتوفي في 22 مارس 1965 في نيويورك في الولايات المتحدة.

## وصلات خارجية
- هاري تيرني على موقع IMDb (الإنجليزية)
- هاري تيرني على موقع ميوزك برينز (الإنجليزية)
- هاري تيرني على موقع أول موفي (الإنجليزية)
- هاري تيرني على موقع قاعدة بيانات برودواي على الإنترنت (الإنجليزية)
- هاري تيرني على موقع قاعدة بيانات الأفلام السويدية (السويدية)
- هاري تيرني على موقع إن إن دي بي (الإنجليزية)
- هاري تيرني على موقع قاعدة بيانات الفيلم (الإنجليزية)
- هاري تيرني على موقع كينوبويسك (الروسية)